# Adrénaline (album d'Éric Lapointe)
Pour les articles homonymes, voir Adrénaline (homonymie).
 (janvier 2017).
Si vous disposez d'ouvrages ou d'articles de référence ou si vous connaissez des sites web de qualité traitant du thème abordé ici, merci de compléter l'article en donnant les références utiles à sa vérifiabilité et en les liant à la section « Notes et références ».
Albums de Éric Lapointe
À l'ombre de l'ange
(1999) Coupable
(2004)
Adrénaline est une compilation "live" sortie en 2002 du chanteur québécois Éric Lapointe.
Ses disques proposent des chansons qu'il est possible de retrouver sur de précédents albums ainsi que des reprises réarrangées par l'artiste[réf. nécessaire].

## Liste des titres
| 1.  | Marie-Stone                      | 4:46 |
| 2.  | Priez !                          | 3:24 |
| 3.  | Ce soir on danse à Naziland      | 3:25 |
| 4.  | Elle dort avec moi               | 3:56 |
| 5.  | Qu'est-ce que ça peut ben faire? | 3:45 |
| 6.  | Partir en paix                   | 4:11 |
| 7.  | Rien à regretter                 | 4:51 |
| 8.  | Mon ange                         | 4:48 |
| 9.  | Je rêve encore                   | 2:55 |
| 10. | Terre Promise                    | 5:32 |
| 11. | Tendre fesse                     | 4:31 |
| 12. | Motel 117                        | 4:49 |

| 1.  | 1-900-XXX                                                        | 4:08 |
| 2.  | Ma gueule                                                        | 4:09 |
| 3.  | T'es mon amour, t'es ma maîtresse (En duo avec Laurence Jalbert) | 3:36 |
| 4.  | Ma porte de shed (En duo avec Daniel Boucher)                    | 5:19 |
| 5.  | Schefferville, le dernier train (En duo avec Michel Rivard)      | 5:11 |
| 6.  | Ordinaire                                                        | 5:23 |
| 7.  | Un beau grand slow                                               | 3:55 |
| 8.  | Émeute dans la prison / Le screw                                 | 6:16 |
| 9.  | Les Boys                                                         | 3:31 |
| 10. | Bobépine                                                         | 3:43 |
| 11. | Loadé comme un gun                                               | 5:23 |